# École secondaire Moi à Kabarak
L’École secondaire Moi-Kabarak  (en anglais Moi High School-Kabarak et en swahili Shule ya Upili ya Moi-Kabarak) est une école secondaire privée kényane. Créée par l'ancien président de la République Daniel arap Moi, elle a ouvert ses portes en 1979 à 18 kilomètres du centre de Nakuru.

## Création et historique
C'est en septembre 1979 que l'établissement scolaire à éducation mixte, fondé par le président de la République de l'époque Daniel arap Moi ouvre ses portes sur des terres agricoles lui appartenant.
En 2002, à la suite de la construction de l'Université Kabarak, l'école est englobée dans son campus. D'école publique, elle devient par la même occasion école privée.
En août 2012, la Cour d'appel (Court of Appeal) met fin à neuf années de procédure judiciaire en ordonnant la restitution, par Daniel arap Moi, de 40 hectares du campus, dont environ 5 hectares utilisés par l'école secondaire, à un exploitant agricole riverain.

## Campus
Si le domaine scolaire s'étend sur près de 60 hectares, le campus propre à l'école secondaire occupe une surface de plus de 20 hectares.
Organisé en internat, l'établissement, qui possède ses propres bibliothèque et centre informatique, donne, aussi, l'accès à toutes les installations sportives du domaine.

## Éducation
L'enseignement mixte est transmis dans le respect de la foi chrétienne et met l'accent sur la pratique du sport.
L'accès est réservé aux élèves ayant réussi un minimum de 350 points sur 500 à l'examen national pour l’obtention du certificat final d'école primaire (Kenya Certificate of Primary Education).
La pédagogie de qualité permet à l'école de briller dans le classement des meilleures écoles du pays lors de l'examen national  pour l’obtention du certificat final d'école secondaire (Kenya Certificate of Secondary Education). Elle fut classée 6e en 2010, 4e en 2011, 1re en 2012, 2e en 2013, 2e en 2014 et 1re en 2015.

## Cursus scolaire
- Cours obligatoires :
  - anglais, swahili, mathématiques, biologie, chimie, physique, géographie, histoire, éducation chrétienne.
- Cours à choix :
  - agronomie, commerce, informatique, français, allemand, musique.